# Adult Pop Airplay
Adult Pop Airplay, Adult Pop Songs або Adult Top 40 (укр. поппісні для дорослих) — тижневий американський хіт-парад пісень на радіостанціях формату Adult pop, який виходить в журналі «Білборд» з 1996 року.

## Історія створення
Перші радіостанції у форматі adult pop з'явились в 1990 році. Вони транслювали поппісні, які були відомими та цікавими не молоді, а більш дорослим слухачам. На відміну від традиційних попрадіостанцій, на яких перевагу віддавали новим артистам, формат adult pop передбачав ротацію таких артистів, як Eagles або Fleetwood Mac. Своєю орієнтацією на дорослих слухачів новий формат був схожим із вже існувавшим на той момент adult contemporary music, проте відрізнявся наявністю старіших пісень «з каталогу», у жанрах від R&B до класичної рок-музики. Ближче до середини 1990-х до репертуару додались пісні альтернативного року, через що його також називали modern adult contemporary.
В 1996 році в провідному американському музичному журналі Billboard вперше з'явився окремий хіт-парад Adult Top 40. Першу позицію в номері, що вийшов 16 березня 1996 році, посіла пісня Мераї Кері та Boyz II Men «One Sweet Day». Надалі найчастіше в чарті з'являлися пісні Шерил Кроу, Hootie & the Blowfish, Matchbox Twenty, Аланіс Моріссет та інших попрокових виконавців. Протягом наступних років жанри, які переважали на радіостанціях формату Adult Pop та в відповідних чартах, змінювались разом зі зростанням аудиторії слухачів. Станом на 2011 рок типовим слухачем станцій Adult Pop вважались жінки віком 25-39 років, які зростали на ритм-н-блюзових та хіп-хоп-піснях. Також в ефірі стали частіше з'являтись латиноамериканські пісні.

## Найкращі пісні та виконавці
У 2016 році на честь 20-річчя хіт-параду Adult Pop Songs в журналі Billboard було започатковано чарт найкращих пісень Adult Pop за всі часи, та відповідний чарт виконавців. До десятки кращих увійшли наступні артисти та композиції: 
| Найкращі виконавці Adult Pop всіх часів 1. Maroon 5 2. Matchbox Twenty 3. Train 4. Nickelback 5. Pink 6. Келлі Кларксон 7. Кеті Перрі 8. Goo Goo Dolls 9. Daughtry 10. Тейлор Свіфт | Найкращі пісні Adult Pop всіх часів 1. «Smooth», Santana та Роб Томас 2. «Drops of Jupiter (Tell Me)», Train 3. «Wherever You Will Go», The Calling 4. «How to Save a Life», The Fray 5. «Counting Stars», OneRepublic 6. «Unwell», Matchbox Twenty 7. «I'm Yours», Джейсон Мрез 8. «You and Me», Lifehouse 9. «All For You», Sister Hazel 10. «Hanging by a Moment», Lifehouse |